# John Scott (Politiker, Juli 1824)

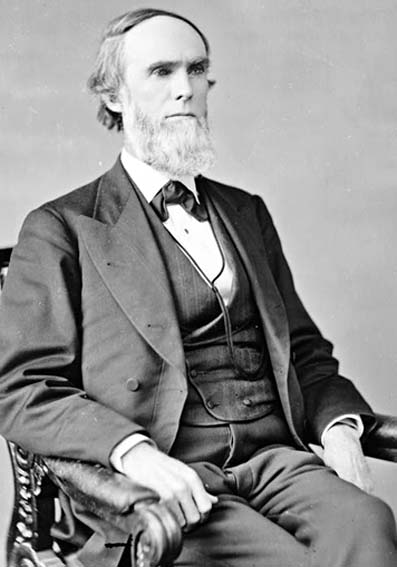
John Scott

John Scott (* 24. Juli 1824 in Alexandria, Huntingdon County, Pennsylvania; † 29. November 1896 in Philadelphia, Pennsylvania) war ein US-amerikanischer Politiker (Republikanische Partei), der den Bundesstaat Pennsylvania im US-Senat vertrat.

## Leben
Nach dem Besuch des Marshall College in Chambersburg studierte John Scott die Rechtswissenschaften, wurde 1846 in die Anwaltskammer aufgenommen und begann daraufhin in Huntingdon als Jurist zu praktizieren. Zwischen 1846 und 1849 war er Staatsanwalt im Huntingdon County; im Jahr 1851 gehörte er der dortigen Steuerkommission an.
Scotts politische Laufbahn begann 1862 mit der Mitgliedschaft im Repräsentantenhaus von Pennsylvania. Dort hatte von 1819 bis 1820 bereits sein Vater gesessen; danach war John Scott Sr. von 1829 bis 1831 Abgeordneter im US-Repräsentantenhaus. 1868 bewarb der jüngere Scott sich um einen der beiden Sitze Pennsylvanias im US-Senat und war erfolgreich, woraufhin er am 4. März 1869 die Nachfolge des Demokraten Charles R. Buckalew in Washington antrat. Im Senat stand er unter anderem dem Committee on Claims vor. Nach sechsjähriger Amtszeit trat Scott nicht mehr zur Wiederwahl an; er kehrte nach Pennsylvania zurück und arbeitete von 1875 bis 1877 in Pittsburgh als Chefsyndikus der Eisenbahngesellschaft Pennsylvania Railroad. Danach war er noch bis 1895 juristisch tätig.